# Воджитски, Сьюзен
Сью́зен Да́йан Воджи́тски (англ. Susan Diane Wojcicki /wʊˈtʃɪtski/ ; 5 июля 1968, Санта-Клара, Калифорния — 9 августа 2024, Пало-Алто, Калифорния, США) — американская предпринимательница. Генеральный директор (CEO) YouTube в 2014—2023 годах. Занимала пост генерального директора дольше всех в истории YouTube (почти 10 лет).
Воджитски участвовала в основании Google и стала первым менеджером по маркетингу в 1999 году. Позже она возглавила бизнес компании в области интернет-рекламы и стала отвечать за первоначальный видеосервис Google. Наблюдая за успехом YouTube, в 2006 году Воджитски предложила приобрести YouTube компании Google, а в 2014—2023 годах занимала должность генерального директора (CEO) YouTube.
Состояние Сьюзен Воджитски на 28 мая 2024 года оценивалось в 800 миллионов долларов.
Являлась гражданкой двух государств: США и Польши.

## Ранняя жизнь и образование
Родилась 5 июля 1968 года в округе Санта-Клара, штат Калифорния в семье Эстер Воджитски (урождённой Хохман), педагога еврейского происхождения, и Стэнли Воджитски, польско-американского профессора физики Стэнфордского университета. Её сёстры — Джанет Воджитски, доктор философии, антрополог и эпидемиолог, и Энн Воджитски, основательница 23andMe. Сьюзен выросла в кампусе Стэнфорда, её соседом был Джордж Данциг. Она училась в средней школе Ганна в Пало-Альто, Калифорния, и писала для школьной газеты.
Первым бизнесом Воджитски была продажа «верёвок для специй» от двери к двери в возрасте 11 лет. Она изучала гуманитарные науки в колледже и взяла свой первый курс информатики в старшей школе.
Воджитски изучала историю и литературу в Гарвардском университете и закончила его с отличием в 1990 году. Изначально она планировала получить докторскую степень по экономике и продолжить карьеру в академических кругах, но изменила свои планы, когда обнаружила интерес к технологиям.
Она также получила степень магистра экономики в Калифорнийском университете в Санта-Крузе в 1993 году и степень магистра делового администрирования в Школе менеджмента Андерсона Калифорнийского университета в 1998 году.

## Карьера
В сентябре 1998 года, в том же месяце, когда была зарегистрирована компания Google, основатели Ларри Пейдж и Сергей Брин открыли офис в гараже Воджитски в Менло-Парке. Прежде чем стать первым менеджером по маркетингу Google в 1999 году, Воджитски работала менеджером по маркетингу в корпорации Intel в Санта-Кларе, и была консультантом по вопросам управления в компаниях Bain & Company и R.B. Webber & Company. В Google она работала над начальными программами вирусного маркетинга, а также над первыми дудлами Google. Воджицки также работала над созданием Google Images и Google Книги.
В 2003 году Воджитски помогла руководить разработкой AdSense. Она работала первым менеджером по продукту и была удостоена награды Google Founders' Award за свои усилия. Сьюзен Воджитски стала старшим вице-президентом Google по рекламе и торговле и курировала рекламные и аналитические продукты компании, включая AdWords, AdSense, DoubleClick и Google Analytics.
YouTube, тогда ещё небольшой стартап, успешно конкурировал с сервисом Google Video, которым руководила Воджитски. В ответ она предложила купить YouTube.
Она осуществила два крупнейших приобретения Google — покупку YouTube за 1,65 миллиарда долларов в 2006 году и покупку DoubleClick за 3,1 миллиарда долларов в 2007 году.
В 2014—2023 годах занимала должность генерального директора (CEO) YouTube.
16 февраля 2023 года Войджитски объявила о своей отставке с поста генерального директора через сообщение в блоге компании.

### Болезнь и смерть
Скончалась 9 августа 2024 года в округе Санта-Клара, штат Калифорния от рака лёгких, с которым она боролась на протяжении последних двух лет, в возрасте 56 лет. Об этом сообщил руководитель Google Сундар Пичаи в своих социальных сетях.